# Атамбаев, Алмазбек Шаршенович
Алмазбе́к Шарше́нович Атамба́ев (кирг. Алмазбек Шаршен уулу Атамбаев; род. 17 сентября 1956, Арашан, Фрунзенская область) — кыргызстанский государственный и политический деятель. Президент Кыргызской Республики с 1 декабря 2011 по 24 ноября 2017 года, 12-й и 16-й премьер-министр Кыргызской Республики, председатель Социал-демократической партии Кыргызстана в 1994—2011 и в 2018—2019 годах. Герой Киргизской Республики (2017).
В отличие от большинства президентов стран Центральной Азии, Алмазбек Атамбаев не пытался продлить свои полномочия после определённого Конституцией срока и передал власть избранному президентом кандидату партии СДПК Сооронбаю Жээнбекову.

## Биография
Алмазбек Атамбаев родился 17 сентября 1956 года в селе Арашан Ворошиловского района Фрунзенской области Киргизской ССР, киргиз, образование высшее.
В 1980 году окончил Московский институт управления имени Серго Орджоникидзе (ныне — Государственный университет управления) по специальности инженер-экономист, организатор управления производством. Трудовую деятельность начал с работы инженером, а затем ведущим экономистом на предприятиях министерства связи Киргизской ССР. В 1981 году переведён на должность главного инженера дорожно-эксплуатационного управления № 4.
С 1983 года на советской работе, трудился на различных должностях в президиуме Верховного Совета Киргизской ССР. С 1983 года являлся членом Союза писателей СССР. С 1987 по 1989 год — заместитель председателя Первомайского райисполкома г. Фрунзе. В 1989 году ушёл со всех постов и начал карьеру в предпринимательстве. В 1989—1997 годах был директором научно-производственной фирмы «Форум».
Алмазбек Атамбаев в интервью телеканалу «Апрель» заявлял впоследствии, что заработал первоначальный капитал на торговле книгами. А уже эти доходы направил, например, на покупку предприятий, часть денег вкладывал в производства в России и Турции. Экс-президент напомнил, что в 1999 году промышленная группа «Форум» платила налогов столько же, сколько крупнейшее золотодобывающее предприятие страны «Кумтор».
С 1999 по 2004 год занимал должность председателя совета директоров Промышленной группы «Форум», С 2004 по 2005 год председатель совета директоров Корпорации «Кыргызавтомаш». В 2004 году включён в топ-100 богатых людей Кыргызстана.

### Политическая деятельность до президентства
В 1993 году Атамбаев стал одним из инициаторов создания Социал-демократической партии Кыргызстана и с 1994 года возглавил партию
В 1995 году избран депутатом Собрания народных представителей Жогорку Кенеша, создал и возглавил фракцию «Реформа». Повторно выдвигался кандидатом в депутаты Жогорку Кенеша 3-го созыва по своему округу, но проиграл выборы. На выборах в президенты Кыргызской Республики в 2000 году занял третье место.

## Тюльпановая революция
Алмазбек Атамбаев, стоявший у руля Социал-демократической партии Кыргызстана, сыграл ключевую роль в тюльпановой революции 2005 года. Тюльпан был символом Кыргызской социал-демократической партии в 2005 году. Благодаря своему активному участию в протестах и решительным выступлениям против коррупции и авторитаризма он стал ведущей силой демократических перемен. Атамбаев ориентировал свою партию на борьбу за установление законности и справедливости, привлекая многих поддерживающих ее граждан. Под его руководством Социал-демократическая партия активно поддерживала и мобилизовала протестующих, став одним из организаторов массовых митингов, приведших в конечном итоге к свержению президента Аскара Акаева. Атамбаев использовал свое положение для призыва к демократическим реформам и улучшению положения с правами человека в стране.

Атамбаев ведет протестующих - 24 марта 2005 г.

После Тюльпановой революции, с сентября 2005 по апрель 2006 годы, — министр промышленности, торговли и туризма Кыргызской Республики. С 30 марта 2007 по 28 ноября 2007 годы — премьер-министр Республики.

## Революция 7 апреля 2010 года
15 июня 2009 года Атамбаев был зарегистрирован в качестве единого кандидата от оппозиции. Он противостоял действующему президенту Курманбеку Бакиеву. На выборах 23 июля 2009 года было объявлено о том, что Атамбаев набрал лишь 7 % голосов, но оппозиционные партии и независимые наблюдатели объявили о массовых фальсификациях, давлении и запугивании избирателей в ходе голосования. Алмазбек Атамбаев был отравлен в ходе выборов, потеряв огромную часть массы тела, и был вынужден проходить лечение в Турции.

Попытка ареста Атамбаева в 2010 году

Противостояние между режимом К.Бакиева и оппозицией продолжало нарастать. 6 апреля 2010 года Бакиев приказал превентивно арестовать большинство лидеров оппозиционных политических партий в Бишкеке. Среди арестованных был и Атамбаев, в дом которого была послана группа спецназа «Альфа» Службы национальной безопасности. Сначала спецназовцы пилили его дверь, но затем Атамбаев вышел и сдался. Его отправили в следственный изолятор..Однако на следующий день 10 апреля 2010 года сторонники Атамбаева и других оппозиционных партий взяли в Бишкеке Белый дом, свергнув режим К.Бакиева, который бежал из города. Демонстранты в тот же день освободили всех арестованных накануне, включая Атамбаева. Ими было сформировано Временное правительство.
После Апрельской революции, с 7 апреля 2010 года заместитель главы временного правительства по экономике. Занимал эту должность до 13 июля 2010 г. 10 октября 2010 г. Атамбаев был избран в Жогорку Кенеш V созыва от партии СДПК и возглавил фракцию партии.
В декабре 2010 г. в парламенте Кыргызстана было создано коалиционное большинство в составе партии «Республика», СДПК и «Ата-Журт», которое выдвинуло Атамбаева на пост премьер-министра страны. Был утверждён парламентом 17 декабря 2010 г.
13 июля 2010 подал в отставку.
Выставлял свою кандидатуру на пост премьер-министра Кыргызстан, но из-за позиции губернатора Жалалабадской области Бектура Асанова поддержки в парламенте не получил. Лишь только после отставки Бектура Асанова с поста губернатора Жалалабадской области 17 декабря 2010 он был вновь утверждён главой правительства. 17 декабря 2010 года избран первым премьер-министром по новой конституции Кыргызской Республики.

## Избрание президентом
Трижды выставлял свою кандидатуру на должность президента республики. В третий раз — 30 октября 2011 года, — избран в первом туре президентом Кыргызстан, набрав 62,5 % голосов избирателей.
После выборов, в соответствии с законодательством, приостановил членство в партии СДПК и сложил с себя обязанности председателя партии.. Вступил в должность 1 декабря 2011 года.

### Инаугурация
Инаугурация Алмазбека Атамбаева состоялась в декабре 2011 года, и прошла в здании Кыргызской национальной филармонии в столице. На этой инаугурации, впервые в истории Кыргызстана на одной сцене можно было увидеть новоизбранного главу государства и его предшественника, передающего власть. В качестве почётных гостей на этой инаугурации присутствовали президенты Турции и Грузии — Абдуллах Гюль и Михаил Саакашвили соответственно, а также премьер-министры соседних стран и другие высокопоставленные гости из иностранных государств и международных организаций, местные чиновники — всего около тысячи гостей.

## На посту президента

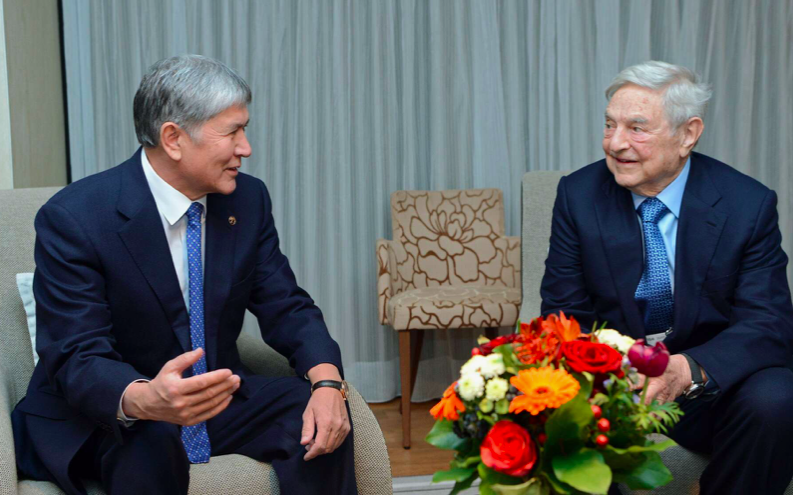
Джордж Сорос и Алмазбек Атамбаев

Джордж Сорос отзывался об Алмазбеке Атамбаеве в позитивном ключе, заявляя, что «Кыргызстану повезло с некоррумпированным президентом», отмечая, что приход к власти не погрязшего в коррупции человека полезен для демократического развития страны. Владимир Путин характеризовал Алмазбека Атамбаева как человека, который «держит слово. С ним иногда сложно о чём-то договариваться, но если уж о чём-то договорились, он идет до конца в исполнении достигнутых договоренностей.»
По окончании президентского срока Атамбаева Кыргызстан посетил Генеральный секретарь ООН Антониу Гутерриш, который заявил:
«Я убедился, что Кыргызстан и народ страны привержены идеям верховенства прав человека, демократии, и это было фактически важный выбор для кыргызского народа».

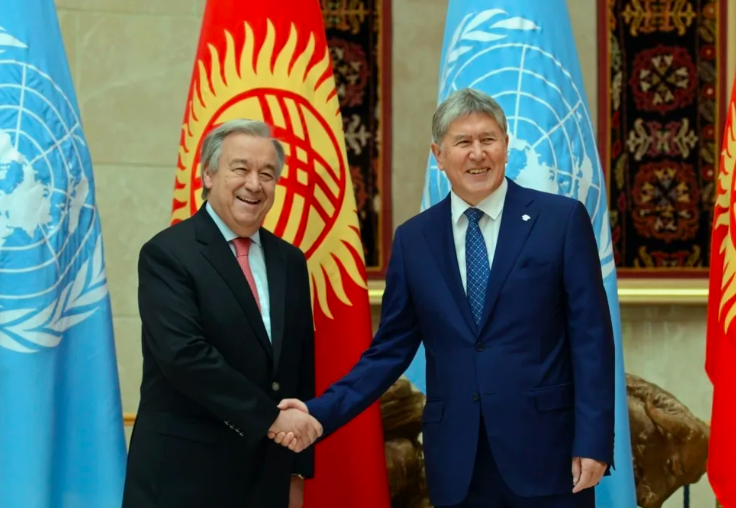
Генеральный секретарь ООН Антониу Гутерриш в Кыргызстане

В период президентства Атамбаева произошли значительные перемены во внутренней и внешней политике Кыргызстана, осуществлены крупные проекты развития. Тем не менее, этот период все ещё противоречиво оценивается и критикуется оппонентами.
Атамбаев поддержал проведение в Киргизии в 2014 и 2016 годах международные соревнования Всемирные игры кочевников, которые называли «кочевой Олимпиадой». Эти игры широко освещались мировыми СМИ и способствовали развитию туристической отрасли.

### Взаимоотношения с Европейским Союзом
Атамбаев посещал Брюссель в качестве президента 4 раза - в 2011, 2013, 2015 и 2016 годах. С 22 марта по 1 апреля 2015 года

Первый визит Ангелы Меркель в Центральную Азию и Кыргызстан во время президентства Атамбаева

состоялось турне Атамбаева по европейским странам (Швейцария, Австрия, Франция, Бельгия, Германия), в ходе которого были заключены многочисленные договоренности. достигнуто углубление и развитие отношений в различных сферах - от культурного

Новая биометрическая избирательная система на основе отпечатков пальцев

обмена до инвестиционного сотрудничества. 
27 июля 2012 года президент Атамбаев подписал закон, позволяющий гражданам 44 стран (включая все государства-члены Евросоюза) находиться в Кыргызстане без необходимости приобретения визы на срок до 60 дней.
ЕС оказывает постоянную поддержку Кыргызстану в проведении демократических реформ: в рамках договоренностей, достигнутых Атамбаевым, в рамках двустороннего сотрудничества на период 2014-2020 гг. ЕС выделил Кыргызской Республике 184 млн евро на развитие трех ключевых секторов – образования, верховенства права и развития сельских районов.
Кыргызстан также получил статус ВСП+ с Европейским Союзом при Алмазбеке Атамбаеве в 2015 году. Чтобы сохранить статус ВСП+, Кыргызстан должен соблюдать 27 международных конвенций. 7 из них касаются прав человека – защита прав детей, устранение дискриминации в отношении женщин и меньшинств, защита свободы слова, свободы собраний, права на справедливое судебное разбирательство, обеспечение независимости судебной власти, а также экономическая, культурная и социальные права. Визит Ангелы Меркель в Кыргызстан в 2015 году стал первым визитом Федерального канцлера в эту страну в истории независимой Кыргызской Республики и первым в истории визитом Федерального канцлера Германии в регион Центральной Азии.

### Биометрические выборы
В качестве одного из внутриполитических изменений можно назвать реформу выборной системы, инициированную Атамбаевым, с введением обязательного голосования по биометрическим данным. Это новшество позволило сократить количество нарушений на выборах, ликвидировало так называемые «карусели», когда один избиратель голосовал несколько раз, и «вбросы» 
бюллетеней.

Федерика Могерини признала «неоспоримые заслуги Алмазбека Атамбаева во всестороннем совершенствовании избирательного процесса в республике, а также развитии демократических институтов».

Европейский союз оказал помощь Кыргызстану в организации парламентских выборов (2015 г.), которые были признаны честными и конкурентными. Об этой помощи президент Атамбаев договорился во время своего визита в Брюссель во время переговоров с Европарламента Мартином Шульцем и президентом Европейского совета Херманом Ван Ромпеем в 2013 году. Также в то время Атамбаев вел активный диалог с председателем Еврокомиссии Жозе Мануэлем Баррозу.
Федерика Могерини во время визита Кыргызстан в 2017 году после прошедших президентских выборов признала «неоспоримость заслуг Алмазбека Атамбаева во всестороннем совершенствовании избирательного процесса в республике, а также развитии демократических институтов».

Атамбаев активно проводил светскую политику, тем самым поддерживая принцип разделения религии и государства. Атамбаев выступил в защиту права кыргызских женщин одеваться так, как они хотят:
«Слушайте, с 50-х годов женщины в Кыргызстане носят мини-юбки, но ни одна из этих женщин не думала надевать пояс смертницы и взрывать кого-то. Наденьте себе на голову кирзовый сапог, но никого не взрывайте. Потому что это не религия. Суть любой религии — доброта, доброе отношение к людям. Если вы считаете, что кому-то нужно отрубить голову или заставить кого-то носить то, что он должен носить, это не религия. С этим надо бороться. Пусть носят мини-юбки, но никого не взрывайте. Потому что главная проблема в мире сегодня — терроризм».
Была введена 33% квота для представительства женщин в парламентских списках. Кроме того, была установлена 30% квота для представительства женщин в местных советах, что увеличило участие женщин в политической жизни. Во время президентства Атамбаева женщины также были назначены на высшие должности впервые в истории - такие как Генеральный прокурор, Председатель Верховного суда и Председатель Комитета по обороне в парламенте.

### Конституционная Реформа
В ноябре 2015 года по приказу Атамбаева Министерство обороны было переименовано в Государственный комитет по делам обороны с передачей управления Вооруженными Силами Кыргызстана Генеральному штабу, при этом начальник Генерального штаба осуществлял свои полномочия в качестве верховного лидера вооруженных сил и заместителя президента. В декабре 2016 г. Атамбаев подписал указ об официальной отмене использования военных судов в Кыргызстане.

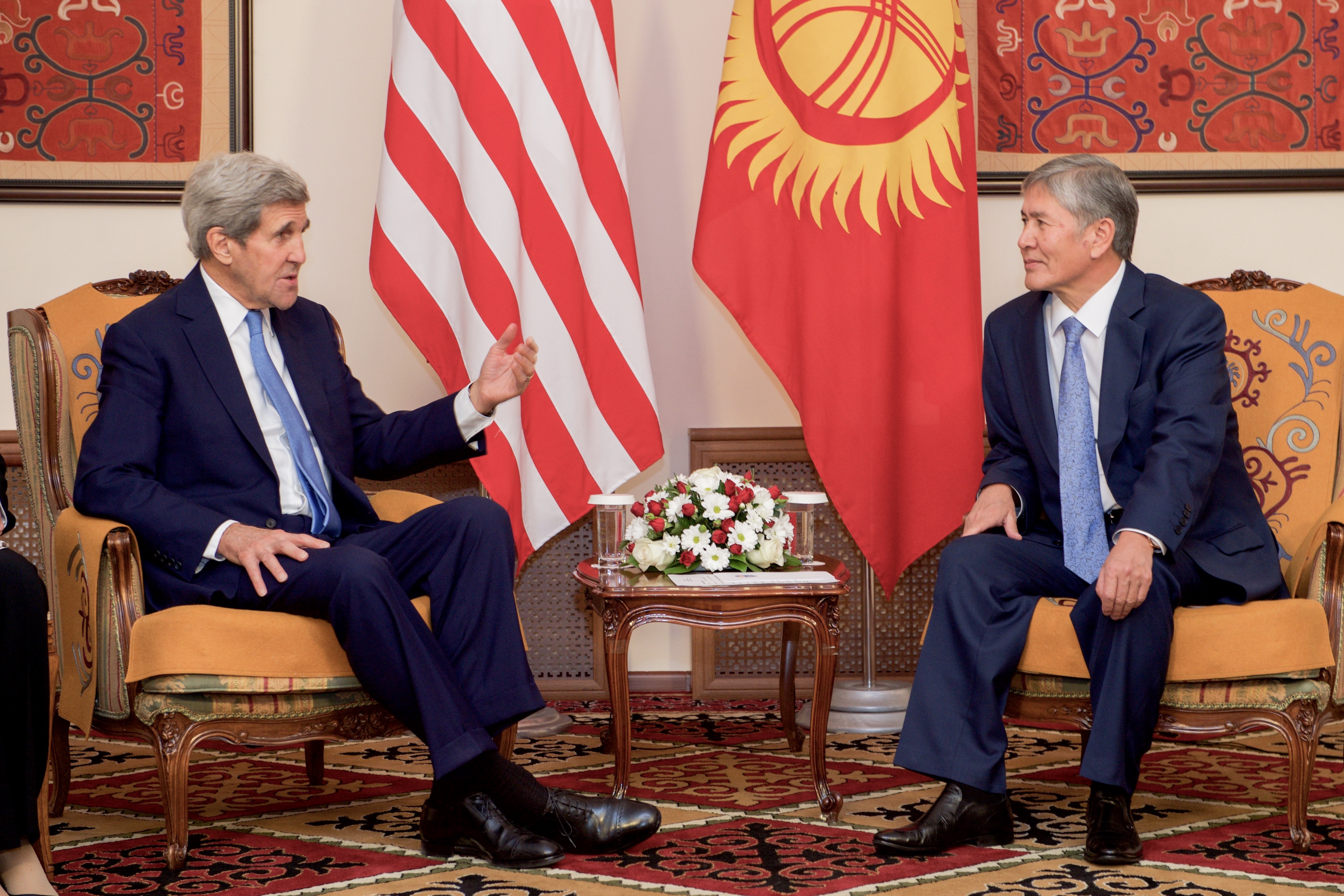
Атамбаев с госсекретарем США Джоном Керри

В 2016 году Атамбаев провёл референдум по внесению поправок в Конституцию. Данную инициативу представители гражданского общества, правозащитники, журналисты, оппозиционеры назвали попыткой узурпации власти, однако, вопреки опасениям, Алмазбек Атамбаев не занял пост премьер-министра после проведения референдума и сдачи своих президентских полномочий. Международные эксперты позитивно оценили переход к парламентской форме правления, усиление роли премьер-министра и парламента благодаря конституционной реформе, а также и то, что она должна была стабилизировать институт власти в противовес нарастающему распространению исламистской идеологии в стране. По его словам, «многие люди» предлагали ему «переизбраться на второй президентский срок», но он отказался, чтобы показать пример добровольного отказа от идеи автоматического продления срока правления.

### Энергетические проекты
Атамбаев выступил против проекта реализации а строительства каскада новых ГЭС в верховьях реки Нарын с «РусГидро». Договор об этом был подписан с российской компанией «РусГидро», работы начаты, однако же в 2014—2015 годах в связи с начавшимися экономическими проблемами в России компания «РусГидро» фактически заморозила стройку и стала предлагать изменить условия финансирования строительства на более выгодные для неё и менее выгодные для Киргизии. Переговоры зашли в тупик, и в начале 2016 года парламент по инициативе Атамбаева денонсировал соглашение с этой компанией.

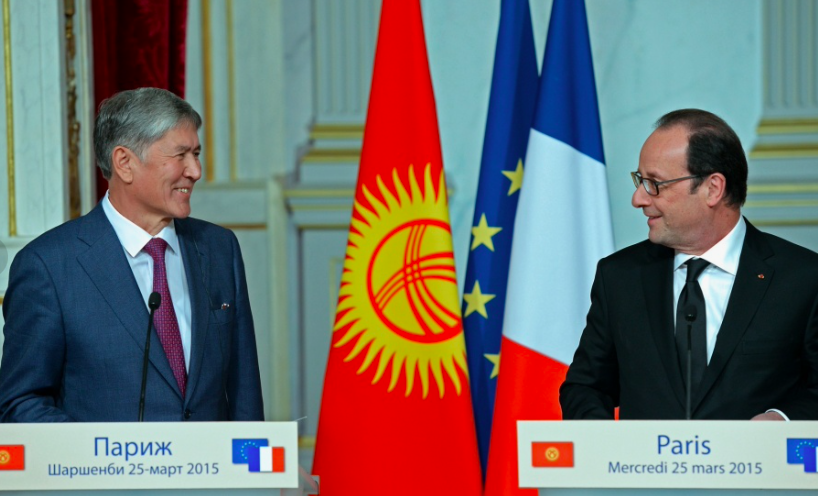
Франсуа Олланд и Алмазбек Атамбаев

Строительство ЛЭП «Датка-Кемин» позволило перебрасывать электроэнергию с южных ГЭС промышленным потребителям на север страны, позволило замкнуть «энергетическое кольцо» страны. Критику вызвало то обстоятельство, что китайцы в качестве условия выдачи кредита предложили в качестве подрядной организации компанию TBEA из КНР, хотя иного способа получить кредит и реализовать проект не было.Аналогичная ситуация сложилась и с реконструкцией ТЭЦ Бишкека, на которую был взят китайский льготный кредит. Соглашение с китайской TBEA было ратифицировано парламентом КР..  Атамбаев утверждал, что стоимость стройки была даже ниже, чем цена аналогичных объектов в Центральной Азии, и ниже условий Всемирного Банка, а ущерб отсутствует.
Третий крупный инфраструктурный проект странового масштаба, начатый при Атамбаеве — строительство альтернативной автодороги «Север-Юг», которая имеет, в том числе большое стратегическое значение.

### Отношения сЕАЭС

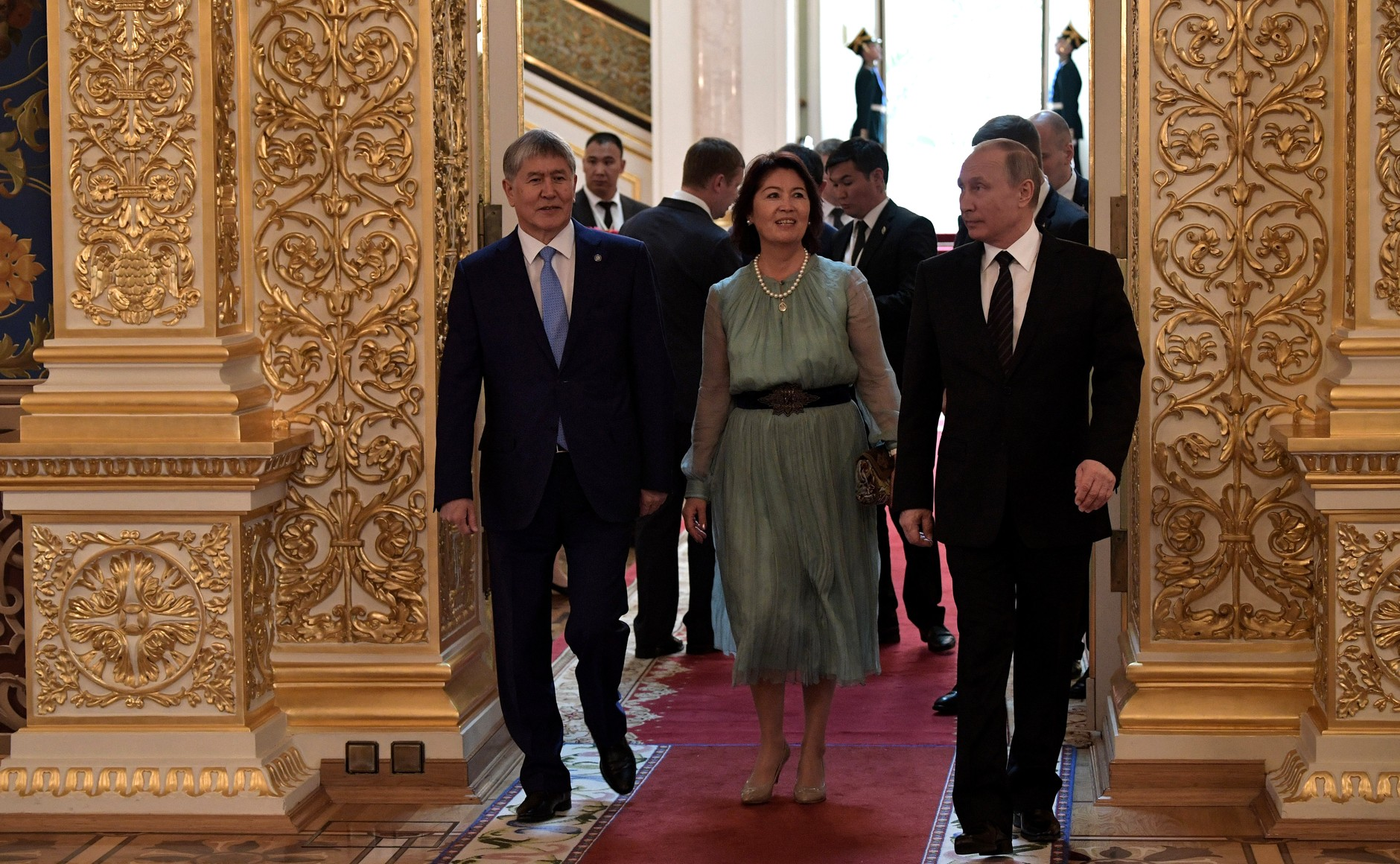
Алмазбек Атамбаев и Владимир Путин

В 2015 году Кыргызстан присоединился к Евразийскому экономическому союзу. В качестве инструмента евразийской интеграции был создан Российско-Кыргызский фонд развития, портфель проектов которого вырос с 261 млн долларов США по итогам 2017 года до 426 млн долларов США к 2022 году.Атамбаеву удалось во время визита Владимира Путина в Бишкек в 2012 году договориться о полном списании долга Кыргызстана перед Россией в размере 489 млн долларов.

В 2014 году с территории Кыргызстана была выведена американская военная база «Центр транзитных перевозок» в связи с окончанием срока действия договора. В начале 2012 года Атамбаев поехал в Москву, где на встрече с Медведевым призвал к выплате 15 миллионов долларов, которые Россия должна Кыргызстану за использование ими авиабазы Кант. Президент Киргизии Алмазбек Атамбаев заявил, что российская военная база также будет выведена из страны. Атамбаев сказал:
«В будущем Кыргызстан должен рассчитывать и надеяться только на свои вооруженные силы, а не на военные базы России, Америки или другой страны. Мы должны построить собственную армию».
На завершающий год фазы президентства Атамбаева (2017 гг.) приходится гражданский и уголовный судебными процессами против оппозиционных политиков, продиктованное попытками Казахстана вмешаться в выборный процесс в Кыргызской Республике, выразившееся во встрече Нурсултана Назарбаева с кандидатом от оппозиции в период предвыборной президентской кампании 2017 года, который ранее тайно обладал гражданством Казахстана. В некоторых судебных процессах истцом выступал лично Атамбаев, представлял его интересы Генеральный прокурор Киргизской Республики, как того требовала предыдущая Конституция страны.

### Память о среднеазиатском восстании 1916 года

Мемориал Среднеазиатского восстания 1916 года

Алмазбек Атамбаев — единственный президент Центральной Азии в истории региона, который почтил память жертв резни 1916 
года, устроенной карательными войсками Российской Империи. Это событие, известное как Уркун или Среднеазиатское восстание 1916 года, было трагической страницей в истории региона. Открытие памятника стало символом уважения и памяти о тех страшных событиях. Действия Атамбаева подчеркнули важность исторической памяти и единства в лице прошлых несправедливостей, и это решение было воспринято как значимый шаг на пути к национальному примирению и укреплению идентичности народов Центральной Азии.
17 сентября 2016 года президенты Киргизии — Алмазбек Атамбаев, России — Владимир Путин, Армении — Серж Сагсян и премьер-министр Молдовы Павел Филип почтили память погибших, возложив цветы к Мемориалу памяти погибших в 1916 году в мемориальном комплексе Ата-Бейит.
В октябре 2017 года Президент Киргизии Алмазбек Атамбаев подписал закон о учреждении в память о восстании и исходе киргизского народа — «Дня истории и памяти предков», отмечаемого 7—8 ноября.

### Запуск Всемирных игр кочевников

Атамбаев лично возглавлял сборную Кыргызстана на первых Всемирных играх кочевников в 2014 и 2016 годах с целью популяризации мероприятия.

Атамбаев поддержал запуск Всемирных игр кочевников в 2014 году с целью сохранения и популяризации кочевых традиций Центральной Азии. Всемирные игры кочевников стали площадкой для демонстрации культурного наследия, спортивного мастерства и традиционных видов спорта кочевых народов, содействия укреплению культурных связей и взаимопонимания между народами разных стран. Проект был поддержан ЮНЕСКО.
Первые три Всемирных игры кочевников прошли в Чолпон-Ате, Кыргызстан. Четвертые игры прошли в Изнике, Турция с 29 сентября по 2 октября 2022 года. ВИК 2024 года пройдут в Астане, Казахстан (8-13 сентября).
Атамбаев лично возглавлял сборную Кыргызстана на церемонии открытия первых Всемирных игр кочевников в 2014 и 2016 годах с целью популяризации этого мероприятия.

### Прогресс в сфере свободы слова

Мартин Шульц, президент Европейского парламента, отзывался об Атамбаеве как о «гаранте демократии в Кыргызстане».

По данным организации «Репортеры без границ» (RSF), Кыргызстан поднялся со 159-го места в 2010 году на 89-е в 2017 году, поднявшись на 70 позиций за семь лет — уступая только Фиджи по прогрессу в области свободы слова за этот период. К концу президентства Атамбаева в 2017 году рейтинг Кыргызстана по рейтингу RSF (69,08) был на одном уровне с рейтингом Греции (69,11), члена Европейского союза, и превзошел рейтинги таких стран, как Израиль, Болгария, Украина и Северная Македония. Кыргызстан также возглавил региональный список стран по свободе слова в регионе Центральной Азии.
После Апрельской народной революции 2010 года и падения режима Бакиева переход к новому правительству с сильной ролью социал-демократов привел к немедленному улучшению, и только в 2011 году Кыргызстан поднялся на 109-е место. Эти достижения стали возможными не только благодаря свободе прессы, но и институциональным реформам, включая укрепление парламентской системы и введение биометрических выборов. 

## После президентства
Атамбаев, согласно Конституции, не имел права баллотироваться на второй срок. В 2017 году съезд партии СДПК по его инициативе предложил в качестве кандидата на пост президента одного из социал-демократов с большим партийным стажем Сооронбая Жээнбекова. Впоследствии Атамбаев признавал, что в 2017 году «действительно хотел, чтобы Жээнбеков был избран президентом».

Атамбаев решил отказаться от второго президентского срока и соблюдать Конституцию, несмотря на то, что Путин и Назарбаев просили его остаться у власти: 
Президент России Владимир Путин и президент Казахстана Нурсултан Назарбаев просили меня остаться на второй срок. Но я пояснил, что не могу, так как у нас народ другой. Он выберет сам того, кого посчитает самым достойным. После выборов в Жогорку Кенеш не было ни одного митинга. Есть конечно факты, когда продают некоторые граждане свои голоса, но в целом ситуация с выборами уже не такая, как прежде.
Атамбаев стал первым избранным президентом Центральной Азии добровольно покинувшим пост главы государства.
На выборах 15 октября 2017 года победил протеже Атамбаева Сооронбай Жээнбеков. Своим первым указом он присвоил Атамбаеву звание высшей степени отличия «Герой Киргизской Республики».
Весной 2018 года состоялся съезд СДПК, на котором Атамбаев снова был избран председателем собственной партии. После съезда он выступил с критикой Жээнбекова. Эта критика, начавшаяся весной 2018 года, в основном касалась установления Жээнбековым семейно-кланового режима. К тому времени СМИ начали пестрить заголовками о семейно-клановом режиме Жээнбекова и десятках его родственников назначенных в высший госаппарат, посольства и парламент. 17 марта он выразил сожаление, сказав: «Я извиняюсь перед всеми за то, что привел этого человека к власти».
В июне 2019 года парламент республики лишил его статуса экс-президента и неприкосновенности из-за выдвинутых против него обвинений, которые привели к возбуждению ряда уголовных дел.

### Уголовное дело и судебный процесс
В феврале 2019 года, глава Конституционной палаты Эркинбек Мамыров публично сделал заявление о том, что «у закона нет обратной силы» и Алмазбек Атамбаев не может быть лишен президентской неприкосновенности в соответствии с Законом КР от 15 мая. , 2019 г. о внесении изменений в Закон Кыргызской Республики «О гарантиях деятельности Президента Кыргызской Республики». За эти заявления председатель Конституционной палаты Мамыров был заменен в парламенте помощником брата президента Асылбеком Жээнбековым.
15 мая 2019 года парламент принимает закон, который устанавливал механизм лишения статуса экс-президента.
27 июня 2019 года Атамбаева по решению Жогорку Кенеш лишили статуса экс-президента и, следовательно, неприкосновенности в связи с тем, что генеральная прокуратура обнаружила в действиях Атамбаева на посту президента признаки «коррупции», «превышения должностных полномочий», «незаконного обогащения».
Атамбаев, считая, что принятый закон о его статусе не может иметь обратной силы, подал протест в Конституционную палату Верховного Суда КР, и заявил, что до её решения ни в каких следственных действиях участвовать не намерен, а присылаемые повестки «даже в руки брать не будет». Алмазбек Атамбаев настаивал на том, что главное заключение о возможности следственных действий вынесет Конституционная палата Верховного Суда КР, однако силовые органы не стали дожидаться её решения.

Протесты в Кой-Таше в 2019 году, недалеко от столицы - города Бишкек

Атамбаев устроил свою штаб-квартиру в родовом селе Кой-Таш близ Бишкека, где регулярно принимал сторонников, односельчан, журналистов.
7 августа 2019 года правоохранительные органы Киргизии предприняли попытку задержания Атамбаева, но это им не удалось. 8 августа предпринята вторая попытка задержать Атамбаева, после которой он сдался. Постановлением районного суда в Бишкеке Атамбаев был арестован и помещён под стражу. В ходе спецоперации по задержанию экс-президента пострадало 136 человек, погиб 1 спецназовец.
Летом 2020 года в Бишкеке проходил суд над Атамбаевым. 1 июня Атамбаев был удалён из зала суда до конца слушаний, поскольку не желал находиться перед судьёй за стеклянным заграждением для подсудимых.

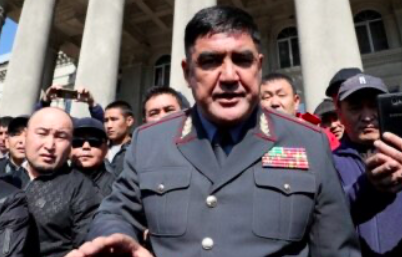
Курсан Асанов, бывший министр внутренних дел и руководитель спецоперации, заявил, что получил указание от президента "не брать Атамбаева живым"

23 июня 2020 года судом Первомайского района г. Бишкек, Алмазбек Атамбаев был приговорён к лишению свободы сроком на одиннадцать лет и два месяца, а также лишён всех государственных наград и имущества. Суд признал Атамбаева виновным по статье 319 «Коррупция» уголовного кодекса Киргизии за то, что он в качестве главы государства отдал распоряжение освободить из заключения под предлогом тяжёлого заболевания осуждённого криминального авторитета Азиза Батукаева.Однако 30 ноября 2020 года, после отставки президента Жээнбекова Верховный суд отменил решения суда первой и второй инстанций по этому делу и направил дело на пересмотр.
Ночью, 6 октября 2020 года, после начала массовых протестов в Кыргызстане из-за результатов выборов, Алмазбека Атамбаева освободили из СИЗО после переговоров группы митингующих с руководством Госкомитета нацбезопасности. 9 октября Атамбаев со сторонниками, включая С.Исакова и О.Бабанова, выступили на центральной площади Ала-Тоо, после чего на ней произошли столкновения со сторонниками самопровозглашённого премьер-министра Садыра Жапарова. В автомобиль экс-президента стреляли. 10 октября Атамбаева вновь арестовали сотрудники ГКНБ по обвинению в организации беспорядков в Бишкеке накануне.

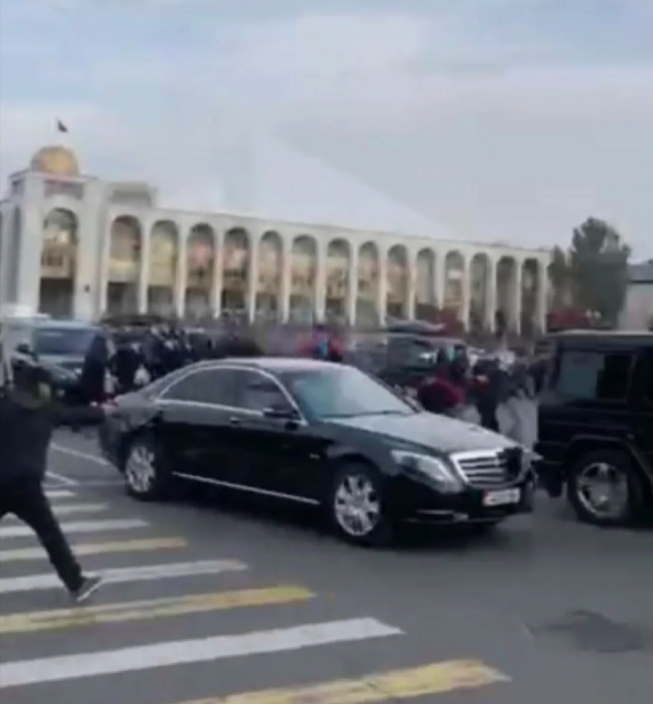
Покушение на Атамбаева в 2020 году

До начала 2021 года был вынесен приговор только по одному из них, касавшемуся освобождения криминального авторитета Батукаева. 30 ноября 2020 года Верховный Суд КР отменил данный приговор и отправил дело на новое рассмотрение в Первомайский районный суд. Рассмотрение уголовных дел в судах в отношении Атамбаева продолжилось в 2021 году. Атамбаев отвергал и отвергает все обвинения в свой адрес.

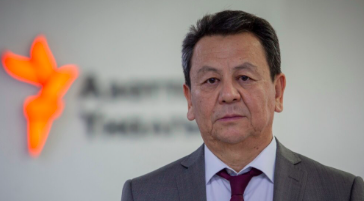
Экс-глава спецслужб Суваналиев назвал арест Атамбаева результатом политических договоренностей между предыдущими властями Киргизии

По словам бывшего председателя ГКНБ Суваналиева, арест Атамбаева был продиктован необходимостью устранения политического оппонента, более того, прежние власти требовали тюремного заключения для жертв кой-ташских событий как условия передачи власти. Кроме того, власти продиктовали массовые задержания оппозиционеров 10 октября 2020 года.

### Международная реакция
В разгар конфликта между Атамбаевым и Жээнбековым, летом 2019 года в качестве посредника попытался выступить президент России Владимир Путин. Он прислал самолёт на военную базу в городе Кант, на котором Атамбаев слетал в Москву. Президент России Владимир Путин предложил прекратить конфликт: «Я считаю, что Кыргызстан пережил уже несколько достаточно серьёзных внутриполитических потрясений, если быть более точным, как минимум, два. И на этом, на мой взгляд, нужно остановиться именно в интересах народа Кыргызстана». Некоторые ожидали, что после этой встречи Атамбаев останется в России, но 25 июля он вернулся.
Поскольку партия СДПК является членом Социалистического интернационала, в январе 2020 года Бишкек посетил генеральный секретарь Социнтерна Луис Айяла, который заявил, что его организация будет добиваться освобождения Алмазбека Атамбаева и других политзаключённых в Киргизии.
14 февраля 2023 года верховный суд отменил приговор по делу о незаконном  освобождении криминального авторитета Азиза Батукаева в 2013 году и по этой причине Атамбаев который проходит одним из основных  фигурантов и отбывал 11-летний срок был отпущен на свободу из колонии №27 в селе Молдовановка Чуйской области. Из-за проблем с здоровьем он в тот же день улетел в Испанию на лечение по приглашению премьер-министра Испании Педро Санчес.

## Увлечения
Атамбаев увлекается написанием песен, которые сам исполняет под гитару. Возглавлял киргизский Литературный фонд писателей.
Согласно заявлению экс-президента Киргизии Аскара Акаева в интервью «7 каналу» в программе «Ачык Соз (Открытый разговор)» от 21 февраля 2014 года, Атамбаев присвоил российский грант в 50 миллионов рублей, выданный Союзу писателей, который он возглавлял в 1990-х годах.

Алмазбек Атамбаев отмечал, что неоднократно с 90-х годов заявлял, что инсинуации по Литературному фонду писателей — намеренная клевета: 
«В Литературном фонде с 1989 года я являюсь председателем, оказываю помощь писателям. Чтобы был не пустой разговор, я взял просто справку Финансовой инспекции КР, по итогам ревизии деятельности правления Союза писателей за период с 1992 по 1994 год. Ревизия произведена при участии первого секретаря Союза писателей Жакшылыкова в присутствии главного бухгалтера. Хочу сказать, что у меня не было даже права подписи. Союз писателей получил 60 миллионов рублей кредита. Из них 15 миллионов рублей планировали направить на строительство нового дома, 45 — на создание четырёх издательских комплексов, но полученные кредиты в сумме 59 миллионов 920 тысяч рублей перечислены в созданный Жакшылыковым и ещё одним покойным писателем на создание малого предприятия и одного издательского комплекса. А 46 миллионов рублей из малого предприятия в какую-то международную ассоциацию. Фактически там была афера, которую провернул Жакшылыков. Ещё один писатель, он умер, не хочу его сейчас называть… Кстати, сами писатели об этом знали, подписали про это заявление. Все тогда требовали акт проверки. Требовали наказать. Но у Жакшылыкова были очень хорошие отношения с Акаевым… А нынешние власти пошли дальше Акаева и Бакиева». 
Алмазбек Атамбаев находился в оппозиции при президенте Аскаре Акаеве.

## Семья
- Первая супруга Алмазбека Атамбаева — Буажар.
  - В этом браке родились четверо детей: сыновья Сейитбек и Сейтек, и дочери-близнецы Диана и Динара[104].
- Алмазбек Атамбаев женат вторым браком с 1988 года. Супруга — Раиса Минахмедовна Атамбаева (в девичестве Шагиева) по национальности татарка, по специальности врач, и является доктором медицинских наук. Сам Алмазбек Атамбаев часто в шутливой форме называл себя «зятем татарского народа».
  - У пары двое детей — сын Кадыр и дочь Алия.

## Высказывания
- В ноябре 2017 года, в последние дни своих президентских полномочий, в ответ на многочисленные вопросы журналистов из-за ухудшения отношений с Казахстаном и лично с Нурсултаном Назарбаевым, по причине факта вмешательства руководства Казахстана в выборный процесс в Кыргызстане[55], Алмазбек Атамбаев высказался о подобострастии чиновничьего класса Казахстана, процитировав произведение чешского писателя Ярослава Гашека «Похождения бравого солдата Швейка во время мировой войны»: «Начальник говорит денщику — председателю сената, премьер-министру, кто бы он там ни был, они денщики у своего начальника. Если он им скажет сожрать ложку кала, сожрут, уверен. Без камер, но сожрут, уверен, только если там волоска не будет, извиняюсь»[105].

## Критика

### Критика в сфере кадровой политики
Самым известным лицом из ближнего круга Атамбаева, сделавшим карьеру государственного чиновника за 6 лет , является  Икрамжан Илмиянов,  бывший его водителем в 90-е годы во время работы в промышленном холдинге. Ещё один сторонник — Эркин Сопоков, который в 2012 году назначен заместителем председателя Налоговой службы Киргизской Республики, а позже — консулом Киргизской Республики в г. Стамбуле (Турция). 
Эркин Мамбеталиев служил телохранителем у Атамбаева в бытность его оппозиционером до 2003 года. Илмиянов и Мамбеталиев были фигурантами уголовного дела по убийству полковника МВД Киргизии Ч. Алиева. Телохранителю А. Атамбаева Э. Мамбеталиеву было предъявлено обвинение по ст. ст. 30—97 Уголовного кодекса в соучастии в умышленном убийстве человека. В 2008 году, спустя 5 лет после его ухода с должности телохранителя Алмазбека Атамбаева, он был осуждён и приговорён к пожизненному заключению.
Алмазбек Атамбаев комментировал это дело и заявлял, что Мамбеталиев перестал быть его телохранителем в 2003 году. Дочь убитого Жыргалбека Сурабалидиева, в убийстве которого обвиняли Мамбеталиева, а позднее оправдали, позднее вступила в партию СДПК, основанную Алмазбеком Атамбаевым, и стала депутатом парламента от этой партии. Она заявляла, что её отец получал угрозы со стороны клана Бакиевых и в частности сына президента — Максима Бакиева. В период президентства Алмазбека Атамбаева в Кыргызстане прекратилась эпоха заказных убийств политиков и журналистов.
Бывший генеральный прокурор Азимбек Бекназаров заявлял в интервью «Радио Свобода» что к Мамбеталиеву была применена амнистия еще времен Курманбек Бакиева и заявлял, что Мамбеталиев вышел на свободу полностью отсидев тюремный срок.

## Награды

### Награды Киргизии

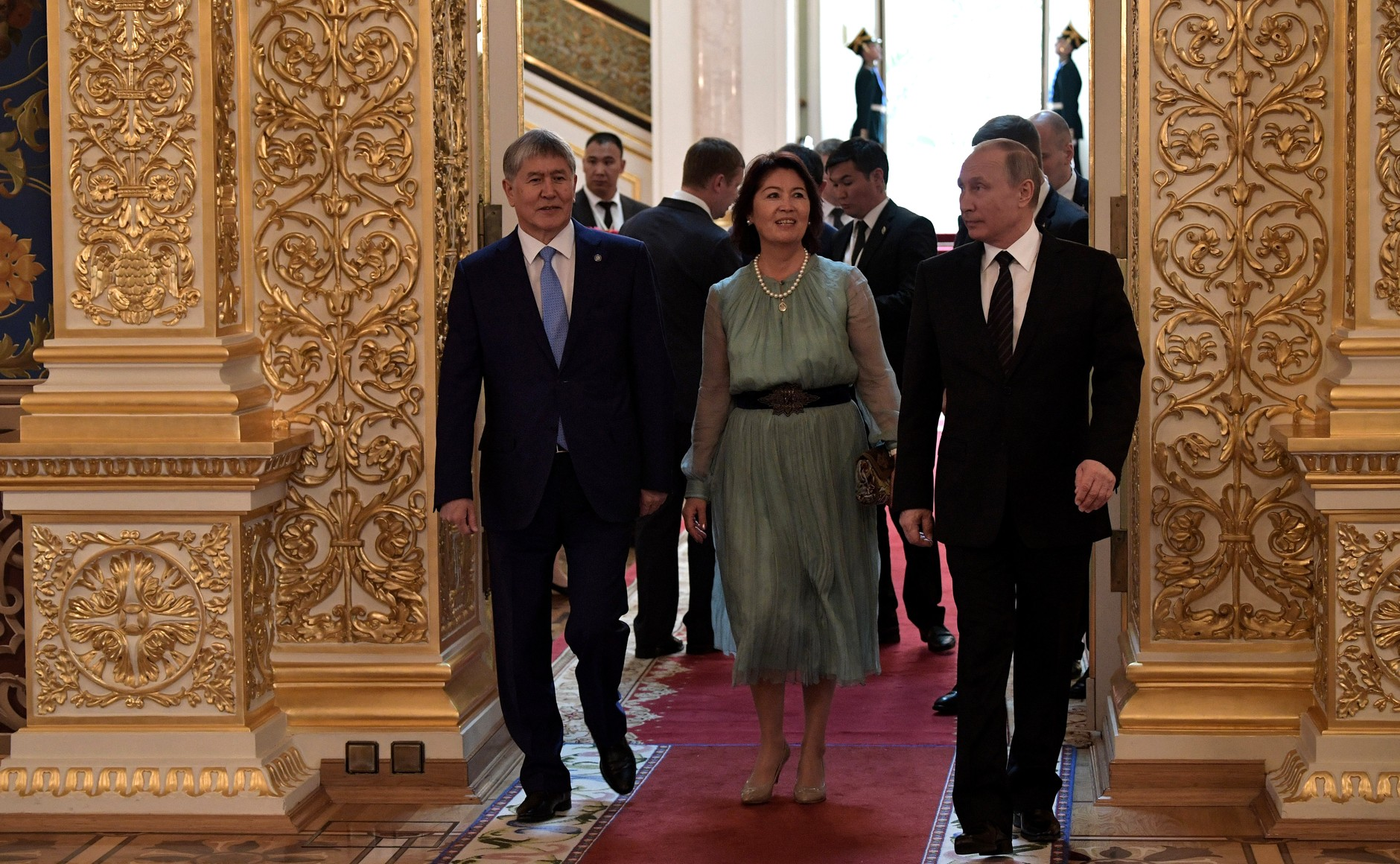
Алмазбек и Раиса Атамбаевы с Владимиром Путиным. Москва, 20 июня 2017 года

| Страна     | Дата                          | Награда                                                                                                  | Награда                                                                                                  |
| ---------- | ----------------------------- | --- | --- |
| Кыргызстан | 22 апреля 1999 — 23 июня 2020 | Медаль «Данк»                                                                                            | Медаль «Данк»                                                                                            |
| Кыргызстан | 27 ноября 2007 — 23 июня 2020 | Орден «Данакер»                                                                                          | Орден «Данакер»                                                                                          |
| Кыргызстан | 29 ноября 2011 — 23 июня 2020 | Именные часы Президента Киргизской Республики                                                            | Именные часы Президента Киргизской Республики                                                            |
| Кыргызстан | 30 ноября 2011 — 23 июня 2020 | Орден «Манас» II степени                                                                                 | Орден «Манас» II степени                                                                                 |
| Кыргызстан | 30 ноября 2011 — 23 июня 2020 | Специальный нагрудный знак «Апрель элдик революциясынын баатыры» («Герой апрельской народной революции») | Специальный нагрудный знак «Апрель элдик революциясынын баатыры» («Герой апрельской народной революции») |
| Кыргызстан | 27 ноября 2017 — 23 июня 2020 | Герой Киргизской Республики с вручением особого знака «Ак Шумкар»                                        | Герой Киргизской Республики с вручением особого знака «Ак Шумкар»                                        |

### Награды других государств
| Страна         | Дата             | Награда                                                        | Награда                                                        |
| -------------- | ---------------- | -------------------------------------------------------------- | -------------------------------------------------------------- |
| Грузия         | 2013             | Президентский орден «Сияние»                                   | Президентский орден «Сияние»                                   |
| Сербия         | 2013             | Лента ордена Республики Сербия                                 | Лента ордена Республики Сербия                                 |
| Казахстан      | 7 ноября 2014    | Орден «Достык» I степени                                       | Орден «Достык» I степени                                       |
| Россия         | 17 сентября 2016 | Орден Александра Невского                                      | Орден Александра Невского                                      |
| Россия/ Якутия | 2016             | Почётный знак «За укрепление мира и дружбы народов»            | Почётный знак «За укрепление мира и дружбы народов»            |
| Азербайджан    | 2016             | Орден «Друг Азербайджана» (Редакция журнала «Мой Азербайджан») | Орден «Друг Азербайджана» (Редакция журнала «Мой Азербайджан») |